# Fisker Karma
La Fisker Karma è un'autovettura ibrida plug-in realizzata dalla casa automobilistica statunitense Fisker Automotive dal 2011 al 2012, assemblata in Finlandia da Valmet Automotive.

## Storia
La vettura è stata presentata al Salone dell'automobile di Detroit a gennaio 2008 e la produzione è iniziata nel 2011 in Finlandia grazie anche a investimenti da parte del governo statunitense.
Pochi mesi dopo l'entrata in commercio sono stati evidenziati dei difetti che hanno portato a vari richiami delle autovetture prodotte per difetti nel montaggio degli accumulatori. A questo si aggiunsero le difficoltà del fornitore di batterie che ha dichiarato bancarotta nell'agosto del 2012, con conseguente arresto della produzione della Karma prima della fine dello stesso anno.
Dopo la chiusura dell'azienda produttrice, avvenuta nel 2013, le tecnologie sono state acquisite dall'azienda cinese Wanxiang; quest'ultima, dopo vari rinvii, ha annunciato il ritorno alla produzione dell'auto, con pochi aggiornamenti rispetto all'originale, semplicemente rinominata Karma Revero, per il 2017.

## Tecnica

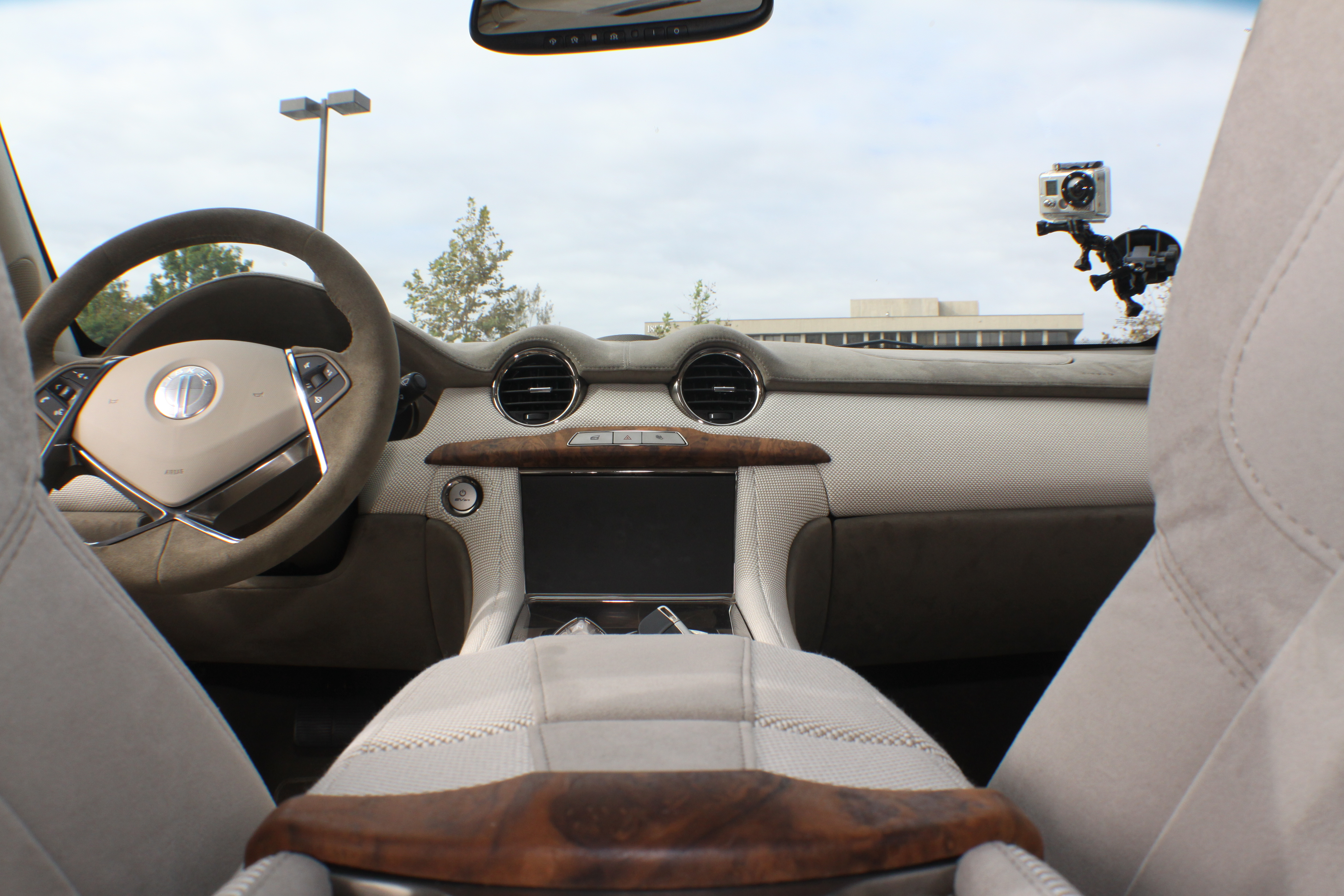
Interni di una Fisker Karma

L'unità propulsiva del mezzo era costituita da due motori elettrici A123 con celle al litio al nanofosfato da 20 chilowattora posizionati nella sezione posteriore e di un generatore a benzina dalla cilindrata di 2.0 litri sovralimentato da 260 CV di potenza posizionato all'avantreno. Quest'ultimo non trasmetteva la potenza direttamente alle ruote, ma si occupava di ricaricare le batterie destinate ad alimentare i due propulsori elettrici una volta che stava per terminare la loro carica.
Inoltre, potevano essere ricaricati in movimento tramite il sistema della frenata rigenerativa o in sosta tramite una normale presa elettrica. Ciò permetteva un'autonomia totale di 480 km.
L'accelerazione da 0 a 100 km/h avviene in 7,9 secondi, mentre la velocità massima era di 200 km/h. Il telaio era in alluminio e l'impianto frenante era fornito dalla Brembo.
Sul tetto è presente un pannello fotovoltaico che produce elettricità per alimentare parte degli utilizzatori elettrici di bordo come il pannello interattivo, i comandi elettrici e la chiave wireless. Inoltre è costruita con materiali in parte riciclati, la vernice è costituita anche da vetro riciclato, gli inserti in legno provengono da alberi caduti per incendi o a causa di disastri ambientali e alcune decorazioni delle portiere contengono delle foglie fossili.